# Mauritiella
Genre
Classification phylogénétique
Espèces de rang inférieur
- Mauritiella aculeata        (Kunth) Burret
- Mauritiella armata          (Mart.) Burret
- Mauritiella macroclada      (Burret) Burret
- Mauritiella pumila			 (Wallace) Burret

Synonymes
- Lepidococcus  H.Wendl. & Drude , (1878)

Mauritiella est un genre de la famille des Arecaceae (Palmiers) comprenant des espèces natives de l'Amérique du Sud.

## Classification
- Famille des Arecaceae
  - Sous-famille des Calamoideae
    - Tribu des Lepidocaryeae 
      - Sous-tribu des Mauritiinae[1],[2]

Sa tribu comprend deux autres genres : Lepidocaryum et Mauritia .

## Espèces
- Mauritiella aculeata
- Mauritiella armata
- Mauritiella macroclada
- Mauritiella pumila